# Ambassade du Costa Rica en France
L'ambassade du Costa Rica en France est la représentation diplomatique de la république du Costa Rica auprès de la République française. Elle est située 4, square Rapp dans le 7e arrondissement de Paris. L'ambassadrice est, depuis 2023, Ana Elena Pinto Lizano.

## Histoire
Dans les années 1900, la légation du Costa Rica se trouvait 53, avenue Montaigne (8e arrondissement), tandis que le consulat général était installé 4, rue Papillon (9e arrondissement).
Dans les années 1920, la légation était installée 21 rue Erlanger, tandis que son consulat était situé 18 avenue Kléber (16e arrondissement).